# Pfarrkirche Unterretzbach

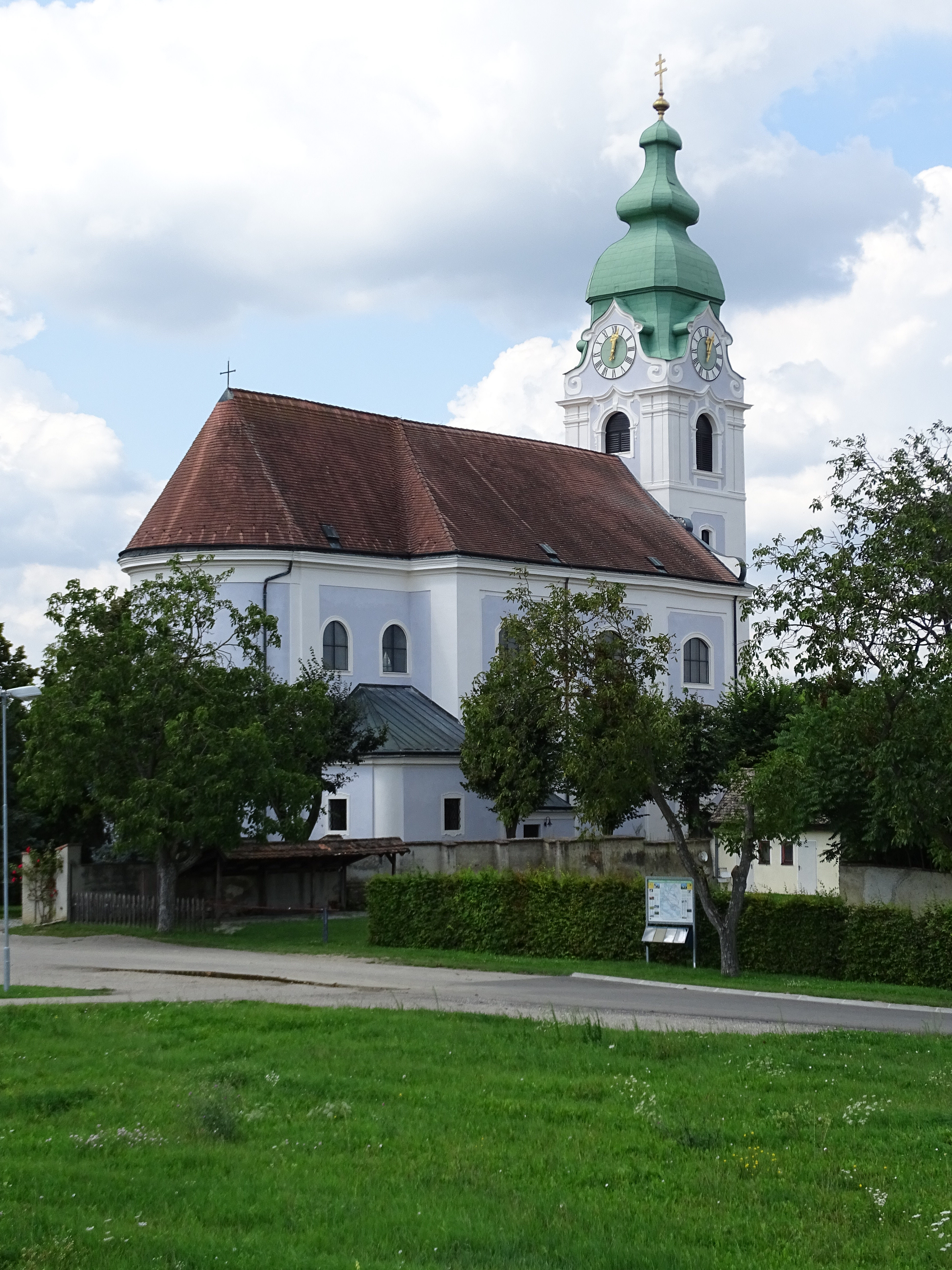
Kath. Pfarrkirche hl. Jakobus der Ältere in Unterretzbach

Die römisch-katholische Pfarrkirche Unterretzbach steht am südöstlichen Ortsrand auf einer Anhöhe des Ortes Unterretzbach in der Gemeinde Retzbach im Bezirk Hollabrunn im Weinviertel im nördlichen Niederösterreich. Die dem heiligen Jakobus dem Älteren geweihte Kirche – dem Stift Lilienfeld inkorporiert – gehört zum Dekanat Retz-Pulkautal im Vikariat Unter dem Manhartsberg der Erzdiözese Wien. Bis 1. September 2016 gehörte sie zum Dekanat Retz. Der Kirchenbau steht unter Denkmalschutz.

## Geschichte
Der barocke Bau stammt aus dem Jahr 1725 (die Neuerrichtung der Kirche wird auch mit 1620 angegeben) und wurde an der Stelle einer älteren, vermutlich gotischen Kirche errichtet. Diese ist möglicherweise bereits vor 1300 entstanden, wobei die unteren Teile des Kirchturms aus der Römerzeit stammen könnten.
Als Bauherr der Kirche trat der Lilienfelder Abt Chrysostomus Wieser auf – sein Wappen findet sich im Stuckdekor über dem Altar. Der heutige Park diente bis etwa 1900 als Friedhof. An einer Stelle der Mauer wurden Fundamente eines Karners entdeckt.
Wandfresken, die Christi Geburt, Epiphanie, Auferstehung und Pfingsten darstellen, zieren das Innere, außerdem sind Stuckaturarbeiten zu sehen.

## Ausstattung
Die Kanzel ist aus Marmor; vor dem Altar befindet sich eine Gruft mit romanischem Gewölbe. Das Bild des Hochaltars, angefertigt 1795 von Martin Grassinger, stellt den Kirchenpatron Jakobus den Älteren dar; rechts unten befindet sich eine Ansicht von Unterretzbach im 18. Jahrhundert.
Die 1776 erbaute Kirchenorgel wurde von dem südmährischen Orgelbauer aus Znojmo (damals Znaim) Josef Silberbauer ausgeführt, der außer in Südmähren auch etwa 20 Kirchenorgeln im nördlichen Niederösterreich baute beziehungsweise betreute. Sie hat 15 Register auf zwei Manualen und Pedal; 1994 wurde sie restauriert.

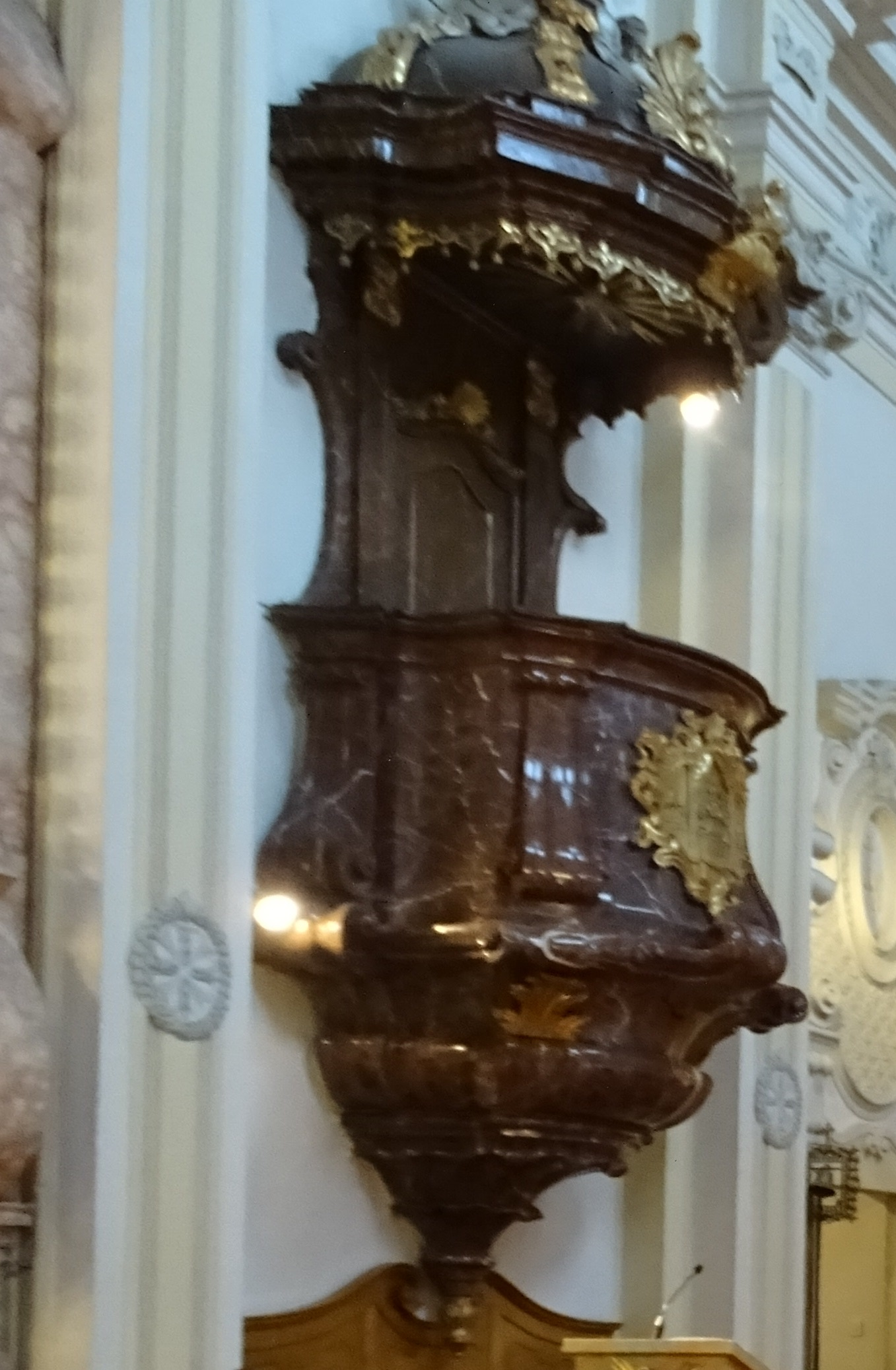
Kanzel aus Marmor
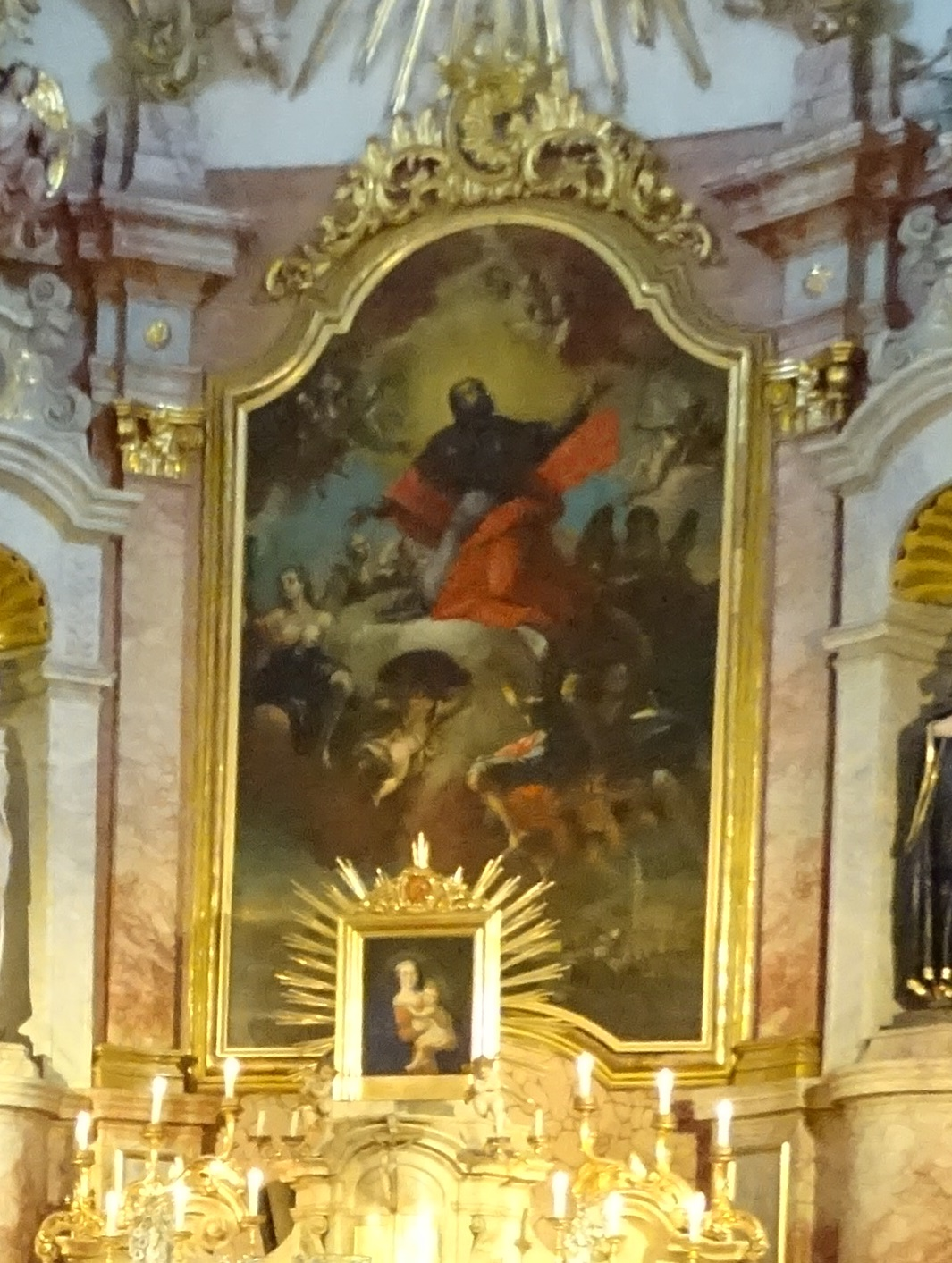
Altarbild mit dem Hl. Jakob
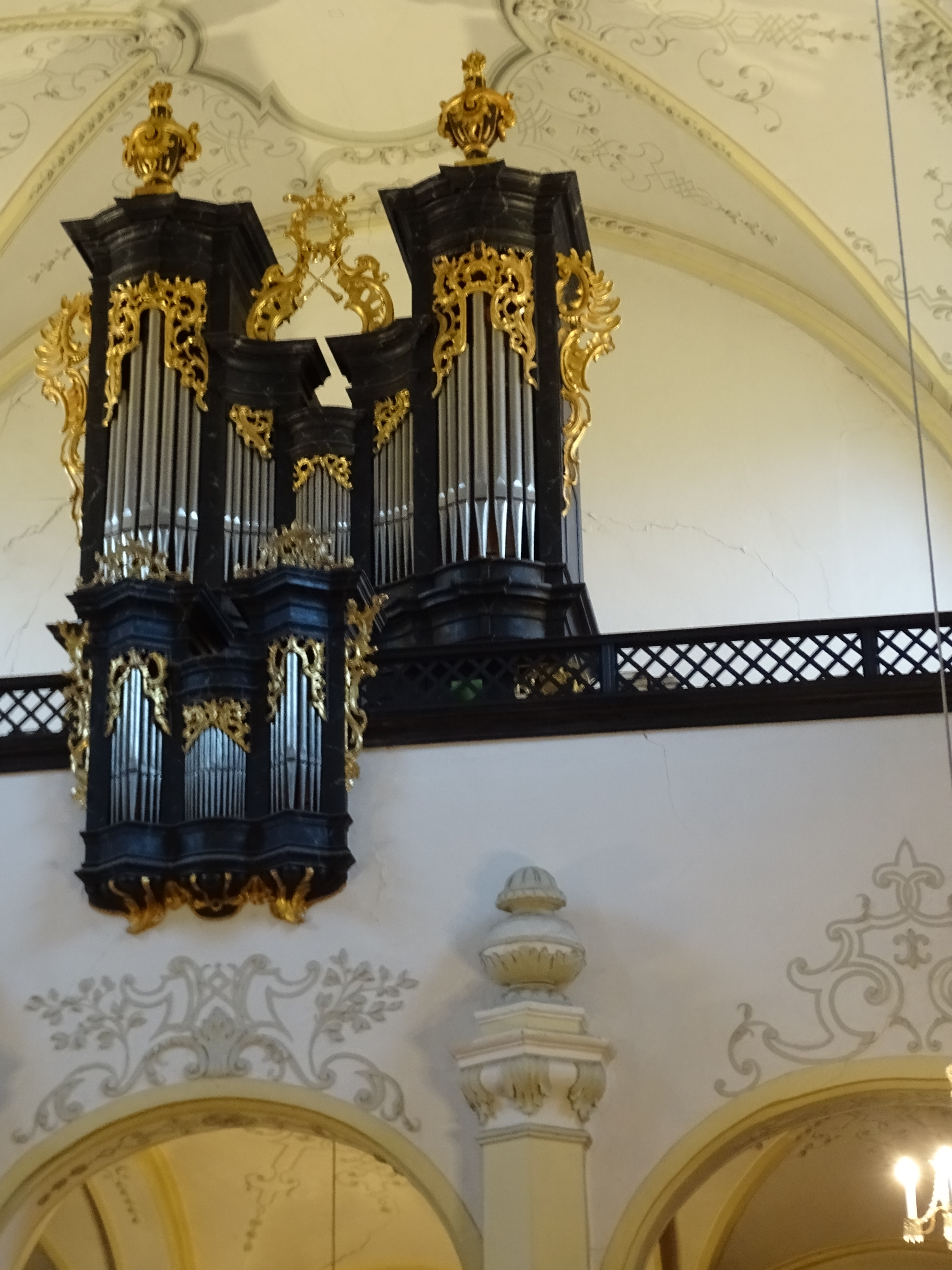
Orgel
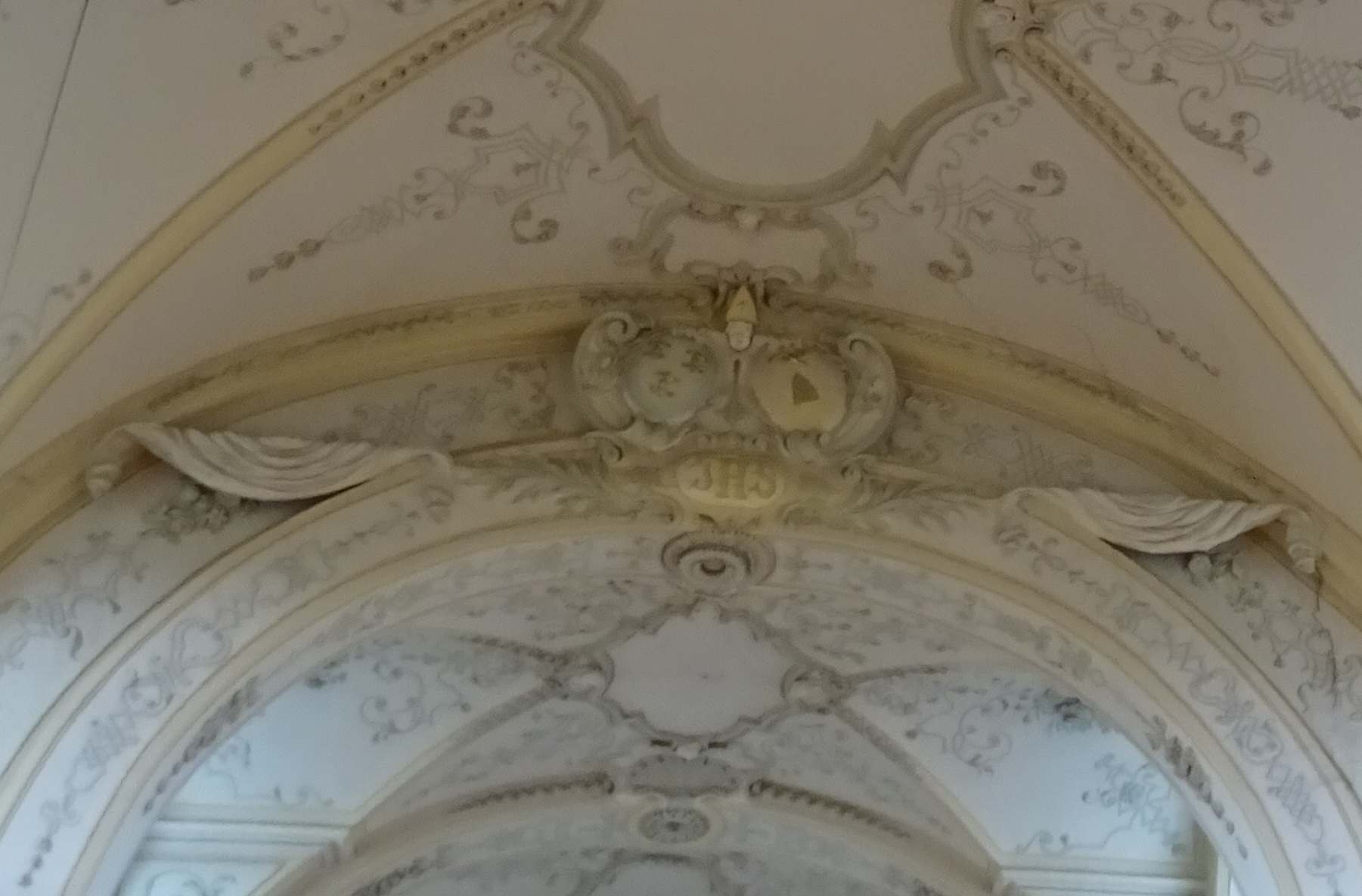
Wappen des Abtes Wieser (Bauherr)

## Pfarrer
Verantwortlich für die Pfarre ist Pater Mgr. Peter Egýd Tavel aus Trebišov (Slowakei), der dem Dominikaner-Orden angehört und zugleich Psychotherapeut, Psychologe und Dekan sowie Professor an der Palacký-Universität Olmütz ist. Die Pfarre hat etwas über 600 Gläubige.